# داستان ظهور و سقوط خاندان‌های میناموتو و تایرا
داستان ظهور و سقوط خاندان‌های میناموتو و تایرا (به ژاپنی: 源平盛衰記 Genpei Jōsuiki) یک کتاب ۴۸ جلدی و نسخه پیشرفته داستان هیکه است.
این کتاب به همراه داستان هیکه دو منبع بزرگ داستان‌های عاشقانه و تاریخی ژاپن هستند. هر دو داستان در قرن دوازدهم میلادی نوشته شده‌است. به‌طور تقریبی حدود یک چهارم نمایشنامه‌های عروسکی کابوکی و بونراکو از حوادث نبرد بین خاندان‌های میناموتو و تایرا سرچشمه گرفته‌است. حوادث بسیار و طوفانی در قرن یازدهم و دوازدهم و شخصیت‌های گوناگون تاریخی این دوران منبع بسیار گرانبهایی برای نقالان و نمایشنامه نویسان ژاپن بوده‌است. درونمایه هر دو اثر در مورد نبرد بین دو خاندان پیروزی میناموتو و نابودی تراژیک خاندان تایرا است.
این گونه قصه‌گویی همراه با آواز که جنبه مردمی پیدا کرد در آغاز در ارتباط با افسانه‌های بودایی بود. ملودی‌هایی که با ساز بیوا نواخته می‌شد مبتنی بر خواندن متون بودایی بود که از قرن نهم میلادی از چین به ژاپن رسیده بود. پس از نبرد بین خاندان‌های میناموتو و تایرا داستان‌های مستندگونه بسیاری خلق شد و موضوع شکست خاندان تایرا کاملاً مناسب با لحن غمناک ساز بیوا بود.